# Erwin Raupp
Erwin Raupp, také Erwin Raup (1863 v Karlsruhe – 1931 v Darmstadtu) byl Královský saský dvorní umělecký fotograf v Drážďanech (Königl. Saechs. Hof- und Kunstfotograf in Dresden). Věnoval se portrétní a krajinářské fotografii. Byl jedním z prvních německých secesních fotografů. Pro české respektive moravské prostředí je významný tím, že v roce 1904 pořídil během dovolené na moravském Slovácku řadu dokumentárních a v moderním slova smyslu reportážních národopisných fotografií. Většina jeho díla byla patrně zničena během druhé světové války. Významná číst jeho díla se zachovala ve sbírkách na Moravě a v Čechách.

## Život
Erwin Raupp se pravděpodobně počátkem devadesátých let 19. století usadil v Drážďanech a otevřel si ateliér na Prager Strasse, kde převzal starší ateliér dvorního fotografa Huga Englera. Byl koncem 19. století dvorním fotografem v Drážďanech (Dvorní fotograf Jeho Výsosti vévody von Sachsen-Meiningen a Jejío Výsosti vévodkyně zu Mecklenburg-Schwerin). Tyto tituly ale odkazují na nepříliš významné příslušníky saské šlechty.
V roce 1907 přestěhoval svůj ateliér z Drážďan do Berlína. V roce 1912 přesídlil podruhé, tentokrát do Darmstadtu. Tam žil až do své smrti s manželkou, její sestrou a se svým jediným synem.

## Dílo

### Před rokem 1899
V této době zhotovoval reprezentativní ateliérové podobizny, vizitky a kabinetky běžného stylu. Dochovaly se například fotografie herců a hereček v kostýmech.

### Po roce 1899
Na přelomu tisíciletí se přiklonil k secesnímu fotografickému hnutí, které se snažilo povýšit fotografii mezi ostatní umělecké obory. Byl mezi prvními živnostenskými fotografy, kteří se k tomuto směru ve fotografii přiklonili. K dalším patřili například Rudolf Dührkoop, Hugo Erfurth, Nicola Perscheid či Wilhelm Weimer. V roce 1899 uspořádal výstavu umělecké fotografie v galerii Ernsta Arnolda v Drážďanech.

#### Portréty
Změnil styl svých zakázkových portrétů, namísto fotografií v rozptýleném světle začal své zákazníky i přátele portrétovat na tmavém pozadí s výraznou světelnou atmosférou, která vyvolávala iluze, že se jedná o portrét v domácím prostředí. Portrétovat se u něj nechávali přední osobnosti a umělci. Slavný je například portrét Karla Maye; portrét lékaře Ernsta von Leyden je považován za jeden z nejlepších Rauppových portrétů. V souvislosti umělecké secesní fotografie jsou ale Rauppovy portréty spíše konzervativní, což je patrně důsledkem zakázkového charakteru jeho tvorby.).

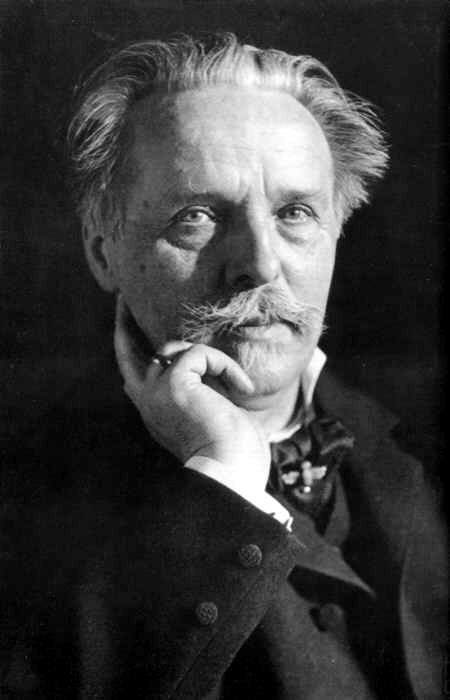
Karl May
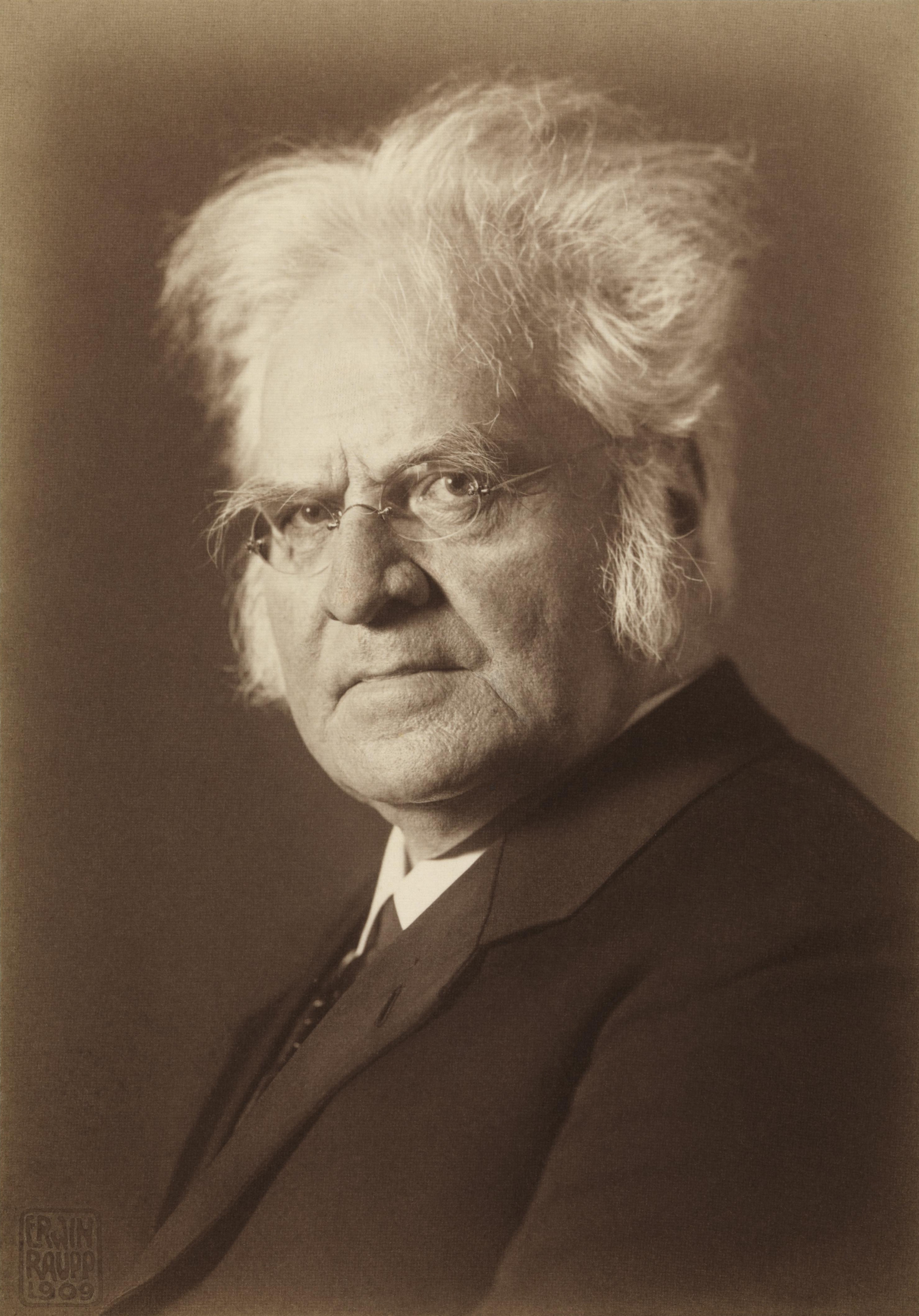
Bjørnstjerne Bjørnson
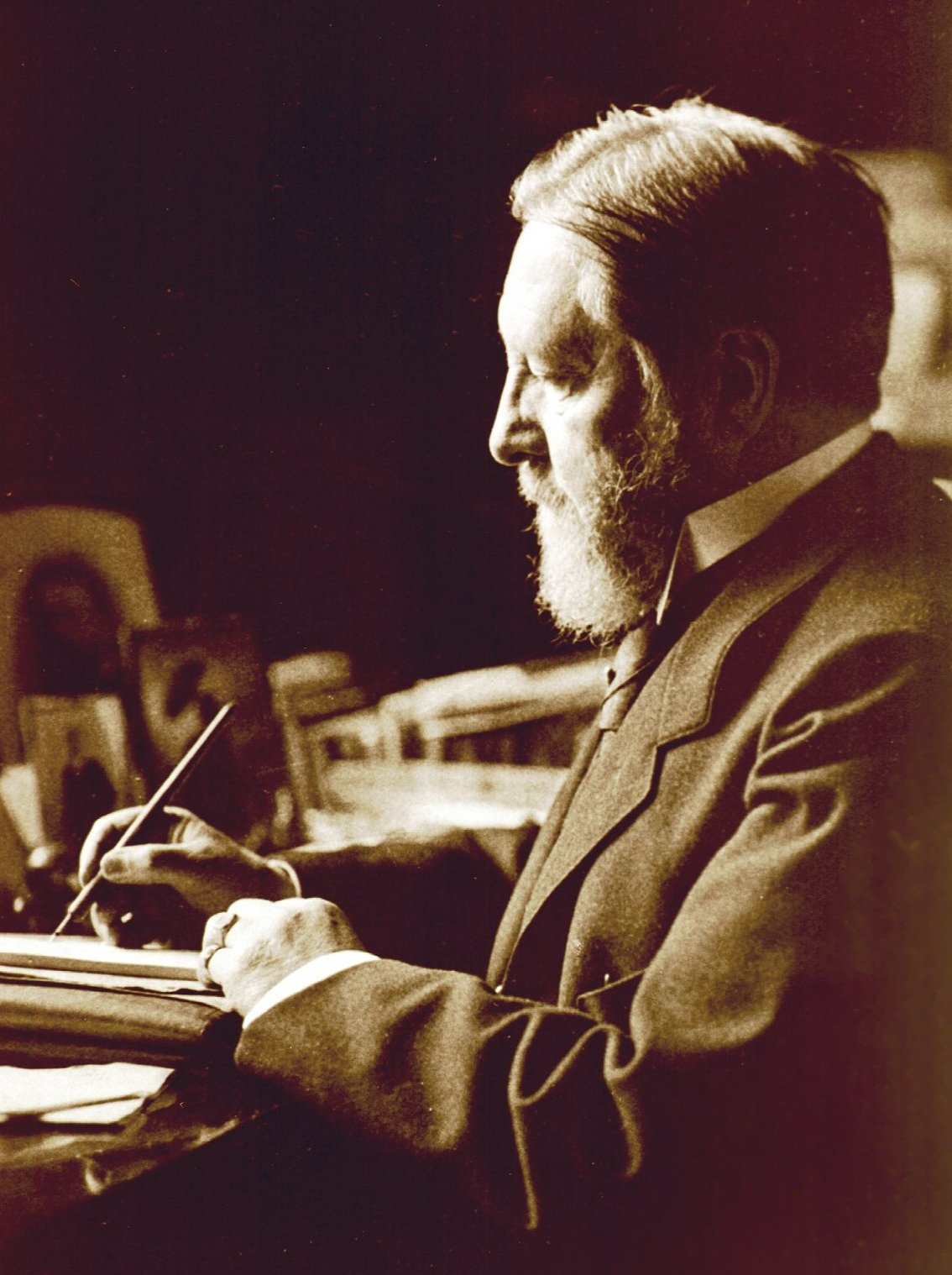
Ernst von Leyden
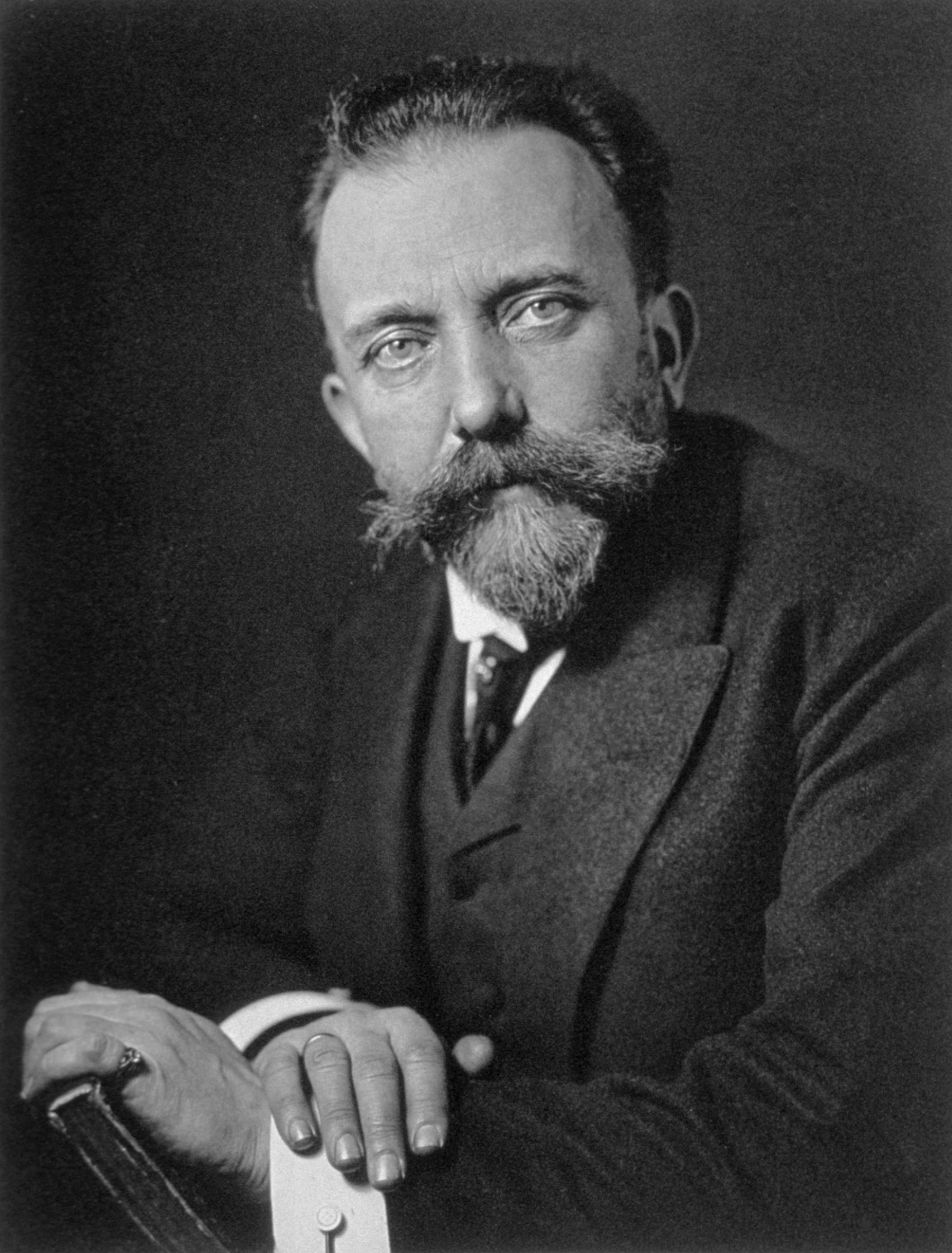
Arthur Heffter

#### Krajiny
Oblíbeným secesním námětem byly krajiny. V dobovém fotografickém tisku se dochovaly reprodukce jeho gumotisků. Raup rovněž fotografoval na svých prázdninových cestách. Jsou známy jeho fotografie z cesty do Káhiry (1903) na ostrov Helgoland (1906) nebo do Istanbulu.

#### Národopisná fotografie
Raupp fotografoval v roce 1896 Lužické Srby jako státní zakázku od německé vlády a tyto fotografie byly vystaveny na výstavě v Drážďanech v roce 1897. Tyto fotografie se ale nedochovaly, byly patrně zničeny v dubnu 1945, kdy byla zcela zničena budova lužickosrbského muzea v Budyšíně (Sorbisches Museum). Na radu kustoda tohoto muzea se Raupp vypravil na jižní Moravu.

## Moravská Hellas
V létě 1904 cestoval několik týdnů po Slovácku, kde jej provázel uherskohradišťský publicista a sběratel lidového umění František Kretz. Raupp měl sebou nový přenosný fotoaparát na desky 9 x 12 cm, který zde chtěl vyzkoušet. Výsledkem je mnoho fotografií z každodenního života obyvatel Slovácka.
První dokumentovanou událostí byl výroční trh v Uherském Hradišti v úterý 17. května 1914. Poslední jednoznačně identifikované fotografie pocházejí ze 3. července 1914 z cyrilometodějské pouti ve Velehradě. V tomto mezidobí fotografoval v obcích:
- Blatnice pod Svatým Antonínkem (pouť ke svatému Antonínkovi 19. června 1904)
- Boršov
- Hroznová Lhota (svátek Božího těla 2. června 1904, kostel sv. Jana Křtitele)
- Jarošov
- Javorník nad Veličkou
- Kostelec
- Kunovice
- Kyjov
- Mařatice
- Milotice
- Moravská Nová Ves
- Ostrožská Nová Ves
- Sady
- Staré Město
- Strážnice
- Sudoměřice
- Uherské Hradiště
- Uherský Brod
- Velehrad
- Velká nad Veličkou

Některé fotografie se nepodařilo místně určit. Raup s Kretzem pobývali též u malíře Joži Uprky v Hroznové Lhotě.
Námětem fotografií jsou výhradně lidé. Krajina je zobrazena ojediněle, fotografie lidové architektury zcela chybí. Fotografie lze rozdělit do tří skupin:
- první skupinou jsou aranžované portréty tzv. lidských typů. Raupp fotografoval jak známé a populární osobnosti (malíř Joža Uprka, jeho manželka Anežka Uprková, cikánský kovář a hudec Jožka Kubík z Velké či Velický starosta Rumíšek) stejně jako neznámé osoby (Cikánka ze Strážnice, žebrák z pouti na Velehradě a další). Některé z těchto osobností byly portrétovány před tím i potom jinými malíři či fotografy.[8]
- druhou skupinou jsou aranžované žánrové výjevy
- třetí skupinou jsou reportážní záběry běžného života: děti hrající si v potoce, plavení dobytka (Raupp byl patrně prvním fotografem, který si jako téma svých fotografií zvolil mytí dobytka, plavení koní a podobně), dobytčí trhy (tarmak), záběry poutníků u svatého Antonínka nebo ve Velehradu, tancovačka v Hroznové Lhotě a další.[9]

Tisky fotografií z této prázdninové cesty zpracovával Raupp až do roku 1907, což je patrné z autorských razítek na dochovaných kopiích. Tyto fotografie následně popisovali z pohledu etnografického František Kretz a Josef Klvaňa a jsou součástí etnografických sbírek Moravského zemského muzea v Brně (18 velkoformátových gumotisků a 169 maloformátových pozitivů), Národního muzea v Praze (140 maloformátových pozitivů) a Slováckého muzea v Uherském Hradišti (47 velkoformátových gumotisků).

Raupp nebyl prvním, ani jediným fotografem, který fotografoval Slovácko na počátku 20. století. Jeho dílo je ale výjimečné záběry všednodenního života. 

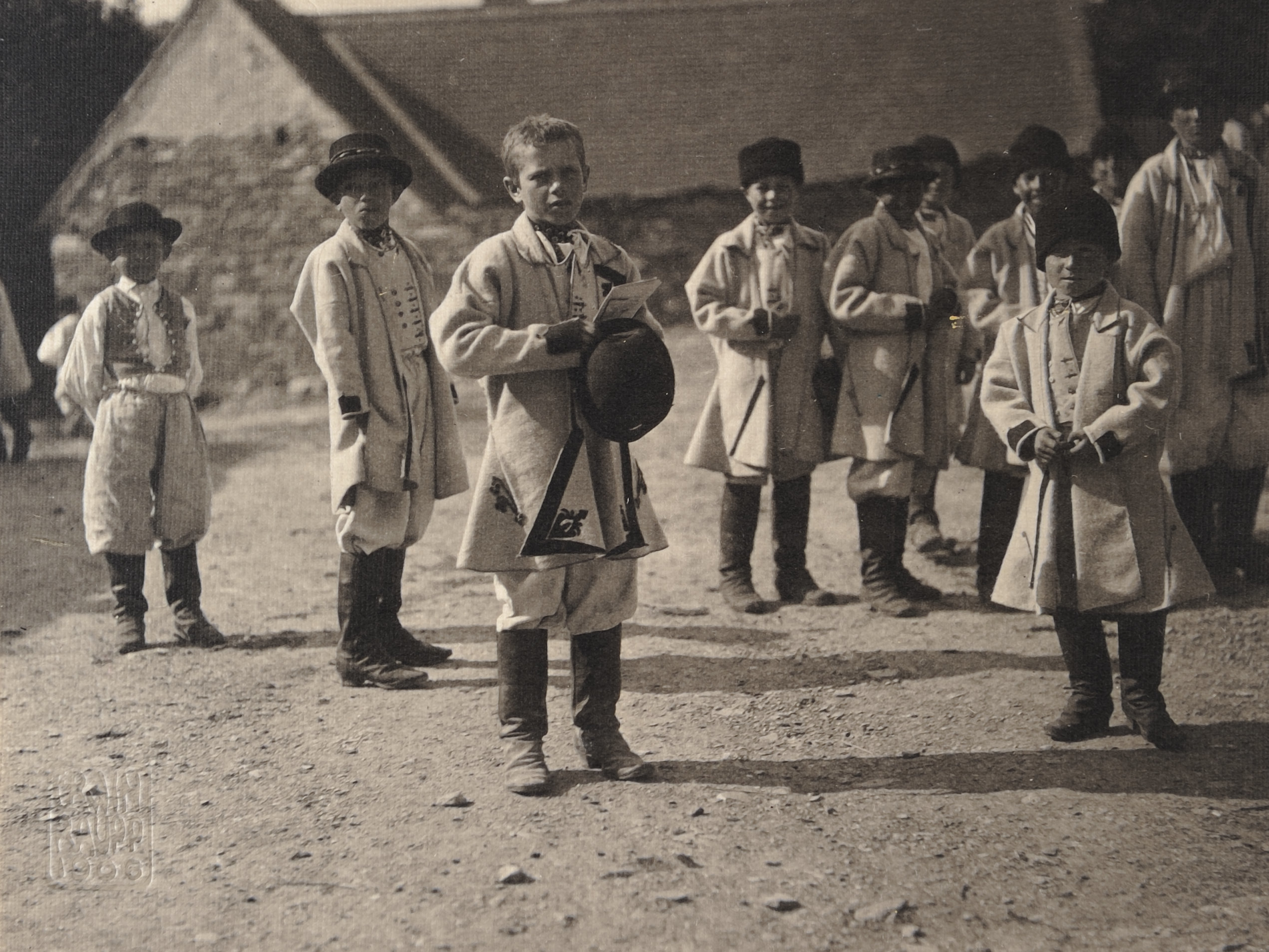
Mládež v Javorníku
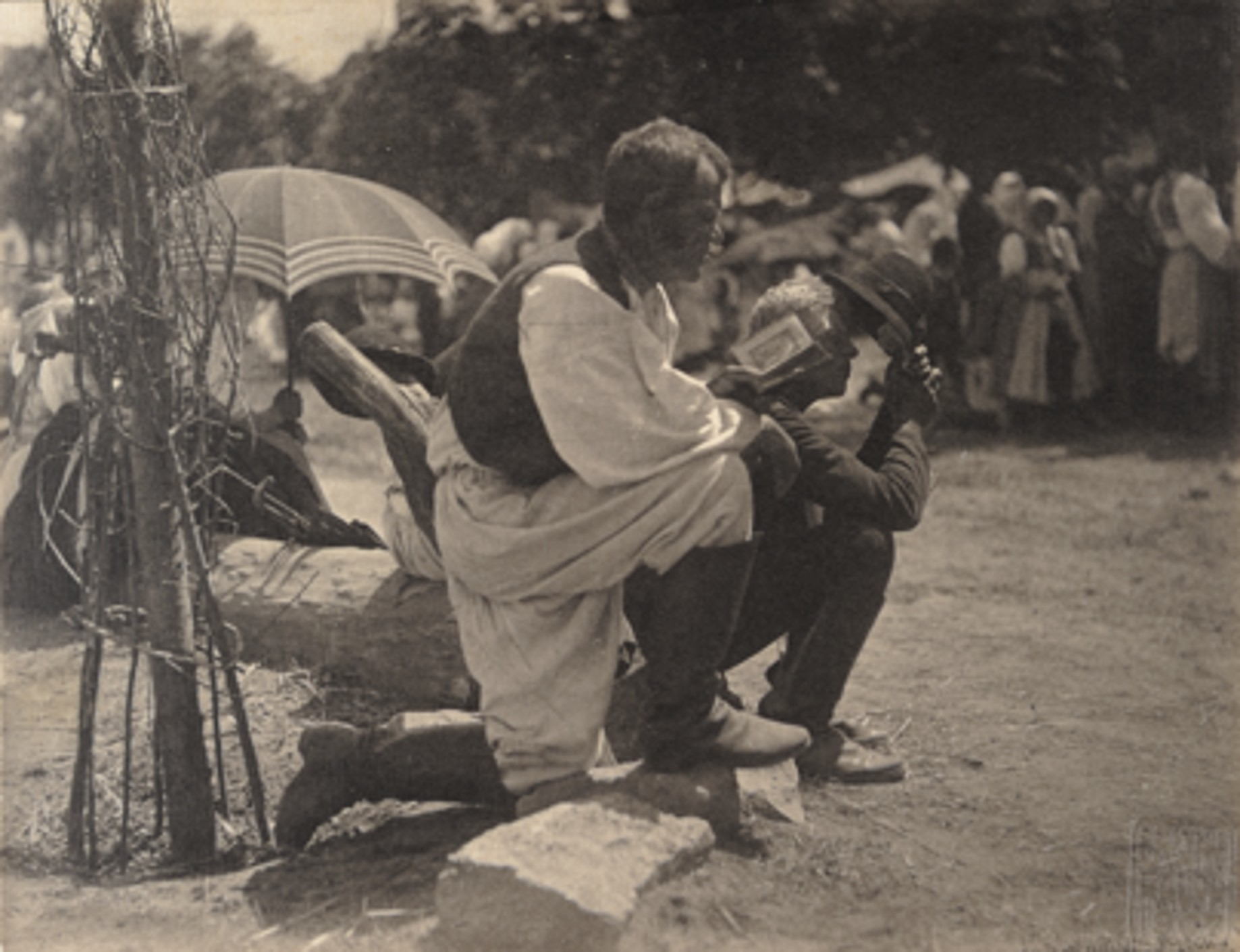
U Sv. Antoníčka
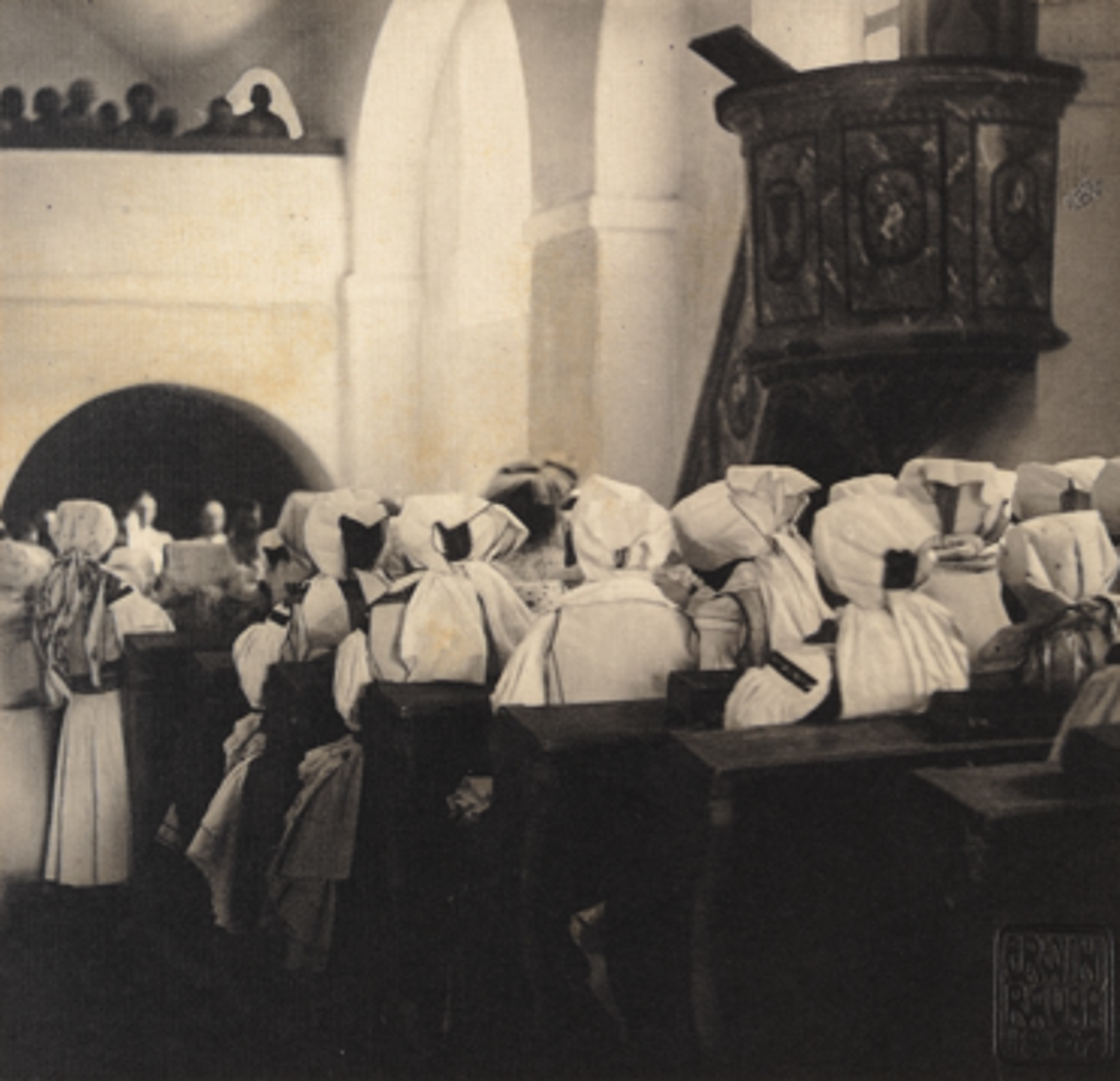
V helvetském kostele v Javorníku
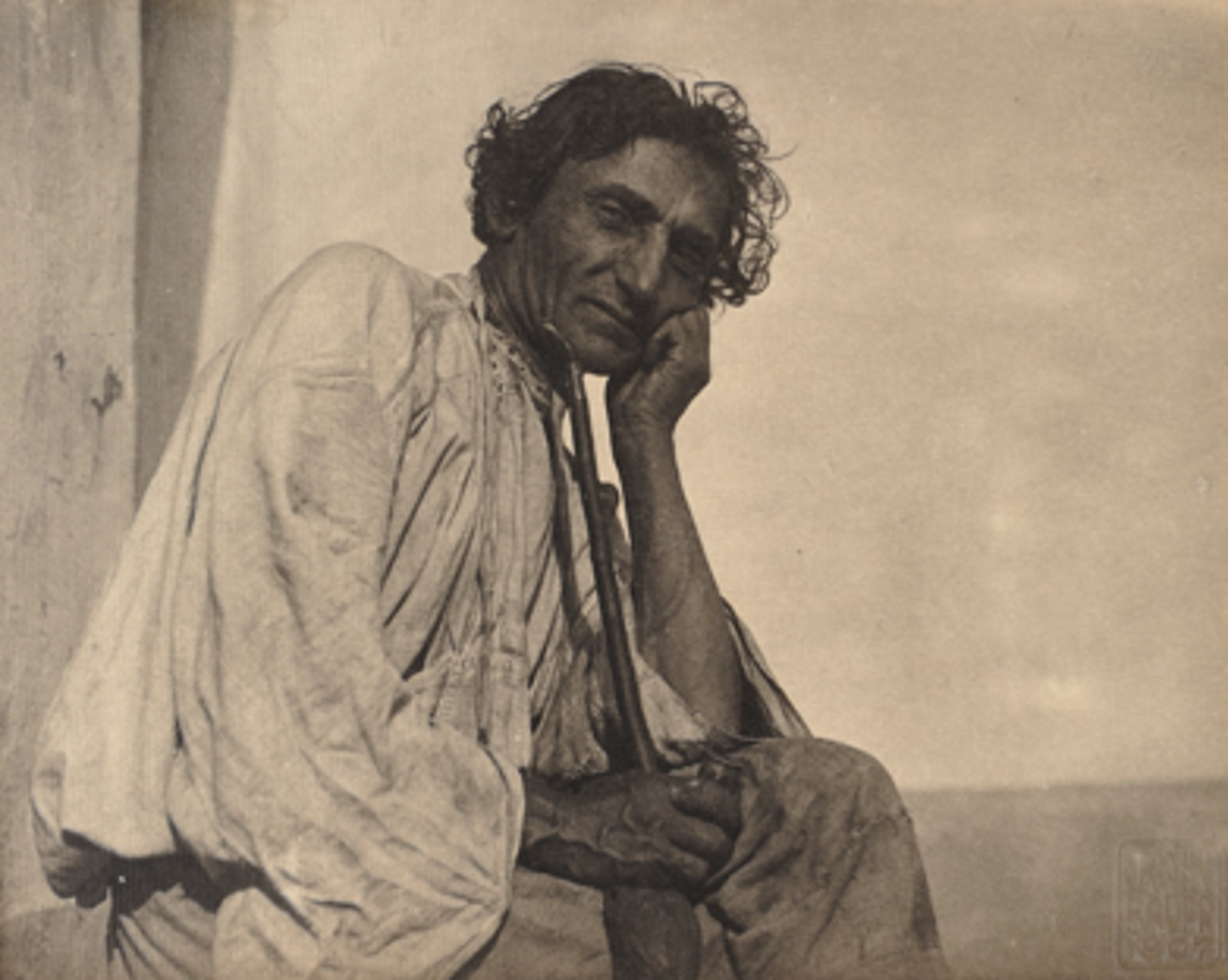
hudec cikán Kubík

## Výstavy
- Erwin Raupp, Dresden. Sonder-Ausstellung künstlerischer Photographieen, Drážďany 1899 (katalog dostupný on-line Archivováno 30. 1. 2014 na Wayback Machine.)
- Erwin Raupp, Slovácké muzeum v Uherském Hradišti, 2000. Vystaveno bylo 34 gumotisků, kurátorka Marie Markytánová[10]
  - výstava byla reprízována ve Zlíně (2001)
- Erwin Raupp / Moravská Hellas 1904, Moravské zemské muzeum, Palác šlechtičen, 7. října 2011 - 22. ledna 2012[11]
  - výstava byla reprízována v Národním muzeu v Praze, výstavní síň GAMU, 13. července - 9. září 2012,[12]
- Slovácko před 100 lety, Erwin Raupp, Slovácké muzeum v Uherském Hradišti, 6. února 2014 – 21. dubna 2014,[13]

## Technika

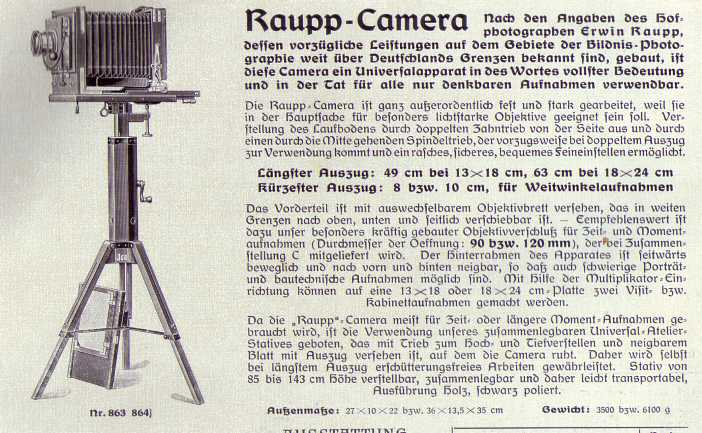
Ica Raupp-Camera - dobový inzerát

Raupp zkonstruoval vlastní fotografickou kameru, kterou potom vyráběla firma Ica. Jednalo se o deskovou kameru formátu 13 x 18 nebo 18 x 24 cm. Kamera umožňovala používání široké škály objektivů od širokoúhlých objektivů po teleobjektivy (rozsah výtahu měchu byl 8 – 49 cm pro formát 13 x 18 cm a 10 – 64 cm pro formát 18 x 24 cm). Kamera dále umožňovala korekci perspektivy. Dobová inzerce ji nabízela v letech 1913 - 1935, vyráběla se ale patrně již dříve.
Na cestách používal zrcadlovku na desky 9 x 12 cm. Ta mu umožňovala pracovat téměř reportážním způsobem.
Své pozitivy zpracovával po roce 1900 tehdy oblíbenými technikami gumotisku, uhlotisku a kombinovaného gumotisku, což byla Rauppova vlastní varianta této techniky.

## Ocenění
- Stříbrná medaile v kategorii Fotografie (třída 12) ze světové výstavy v Paříži v roce 1900[14].